# 丸山穗高
丸山穗高（日语：／ Maruyama Hodaka */?，1984年1月10日—），日本众议院议员，現保護國民防止NHK傷害黨党員，前日本維新會成员。2019年5月因酒后失言被日本维新会开除会籍，同年7月29日加入保護國民防止NHK傷害黨（NHKから国民を守る党），使得該黨首次在眾議院擁有席次。丸山穗高從2012年起连续三次在大阪19区当选众议院议员。

## 經歷
出生于大阪府堺市。毕业于西大和学园高中、东京大学经济学部。
2006年进入经济产业省。经过大臣官房总务课和原子能安全·保安院(当时)保安课规划法规系长，2009年退官，同年，进入财团法人松下政经塾补习，2012年毕业补习班。2012年，就任日本维新会大阪府第19大选区支部长。
在同年的第46届众议院议员总选举中，他从大阪19区通过日本维新会的公认参加竞选，在民主党前任职位上打败了国土交通副大臣长安丰等人，首次当选。大阪府下19个小选举区当选者中年龄最小，在全国28岁最年轻的议员3名中。2014年日本维新会分党之际，桥下彻参加了大阪市长组成新党的团体。经过分党后的日本维新会，参加了联合党的联合维新党的结党。同年的第47届众议院议员总选举中，以维新党公认从大阪19区候选人。再次打破谷川富、民主党原职的长安，再次当选（谷川比例复活）。2015年参加维新会的结党。就任政务调查副会长、国会对策副委员长。在2017年的第48届众议院议员总选举中击败谷川等人，3次当选。
根据2019年5月，在北方四岛交流事业的国后岛访问时的发言，他於同月14日被日本維新會除名处分。同年6月6日在众议院受到了声讨弹决议（見下文）。
2019年7月25日，在同月21日的参议院选举中获得政党必要条件的保護國民防止NHK傷害黨的立花孝志代表进行会谈时，被问及是否加入该党。同月29日，在与立花代表的会谈后的记者招待会上，表明了入党的意向。

## 政策、主張
- 反對導入夫婦別姓[4]。
- 支持修改日本国憲法[5]。
- 支持解除集體自衛權的限制[5]，並且支持解釋日本國憲法。
- 日本核武，「不該留到未來討論」[5]。
- 反對創設女性宮家[5]。
- 賛成日本参加跨太平洋夥伴全面進步協定 (TPP) [5]。

## 争议事件

### 北方四島言論
2019年5月10日至13日，根据日本和俄罗斯双方達成的「無簽證交流」约定，北方四岛原住民访问团前往国后岛访问，丸山穗高作为日方陪同人员参加活动。11日晚间，丸山穗高在宾馆醉后追问访问团团长大塚小弥太，是否支持通过战争手段夺回北方四岛。大塚小弥太回复称，不支持战争。丸山穗高仍然大声争论，声称可以趁俄国混乱时夺回岛屿、除战争手段以外没有其他办法。12日，访问团部分成员提出抗议，丸山穗高致歉。13日夜间，丸山穗高在东京表示撤回言论。14日，他向日本维新会申请退党。当天，日本维新会未理会他的退党申请，决定将他开除出党。日本维新会党首松井一郎公开为丸山穗高的言论道歉。菅義偉内閣官房長官亦在記者會上表示其發言與政府意見相左。

#### 被國會彈劾
2019年6月6日，日本众议院全体会议一致通过了朝野8个党派共同提交的弹劾案，决议谴责丸山发表违反《日本国宪法》和平主义精神的不当言论，指责其严重损害国家利益，使众院的权威和品位明显降低，并表示“不得不断定丸山没有资格担任国会议员”，“敦促其立即就自身去留问题做出判断”。这是日本历史上首次有国会议员遭到弹劾。但国会弹劾并不具有强制约束力，丸山也表示自己不会主动辞职。

### 獨島言論
2019年8月31日，发布Twitter帖子，评论韩国议员当日访问独岛事件，他在文章说：“我认为我们别无选择，只能把它带回战争。” “除了在各种紧急情况下派遣自卫队并排除非法占领者外，”他写道。

## 出演
- 日曜討論（2015年5月31日「１０党に問う　集団的自衛権・後方支援」、NHK）
- BSフジLIVE プライムニュース
- TBSNEWS（2015年12月18日「国会トークフロントライン」、TBSチャンネル）